# Значит, война
«Значит, война» (англ. This Means War) — комедийный боевик режиссёра Макджи, в главных ролях — Риз Уизерспун, Крис Пайн и Том Харди. Мировая премьера состоялась 14 февраля 2012 года. На главные роли в фильме рассматривались Сэм Уортингтон, Колин Фаррелл, Джастин Тимберлейк и Сет Роген, но в итоге они достались Крису Пайну и Тому Харди. Превращение главных героев Франклина и Така в настоящих агентов ЦРУ было задачей Пола Мориса, военного советника с большим боевым опытом, который выступил в качестве технического консультанта со стороны ЦРУ при съемках фильма.

## Сюжет
Агенты ЦРУ и в то же время лучшие друзья Франклин Фостер (Крис Пайн) и Так Хенсон (Том Харди) оказываются в Гонконге, чтобы предотвратить планы международного преступника Генриха (Тиль Швайгер), который приобретает секретное оружие массового уничтожения. Миссия оканчивается провалом, так как младший брат Генриха Йонас (Клинт Карлетон) погибает, а сам Генрих скрывается и придумывает план мести. Босс агентов, Коллинз (Анджела Бассетт) в ярости и отстраняет обоих от ведения этого дела.
Вернувшись в США герои занимаются работой в офисе ЦРУ. У Така наступает период переоценки ценностей, он задумывается о серьезных отношениях. В ходе фильма выясняется, что Франклин — типичный бабник, который говорит, что он капитан круизного судна, в то время как его друг Так притворяется туристическим агентом. У Така также есть бывшая жена Кэти (Эбигейл Спенсер) и сын Джо (Джон Пол Руттан). Так решается зарегистрироваться на сайте знакомств. Таким образом он знакомится с Лорен Скотт (Риз Уизерспун), которая является руководителем тестирования продукта, и недавно рассталась с бойфрендом. Анкету Лорен загрузила на сайт её подружка Триш (Челси Хэндлер), которая на протяжении всего фильма выступает в роли советчицы Лорен в её запутанных отношениях.
Лорен одновременно знакомится сначала с Таком, затем с Франклином (сразу после свидания с Таком, в видеопрокате). Франклин начинает заигрывать с ней, но она, замечая что он бабник, игнорирует его и уходит. Заинтригованный Франклин все же уговаривает Лоран пойти с ним на свидание во время показа очередного продукта её компании. Поначалу Лоран пытается сбежать со свидания, но повстречав своего бойфренда с невестой, целует его, тем самым вызывая чувство ревности. Лоран начинает чувствовать себя неловко из-за знакомства с двумя мужчинами одновременно, но её подруга Триш (Челси Хэндлер) уговаривает её выбрать одного из них.
Франклин и Так вскоре обнаруживают, что влюблены в одну и ту же девушку. Они решают установить определенные правила, решая не говорить ей, что они знакомы, не мешать друг другу соблазнять её, не заниматься с ней сексом. Однако оба тут же нарушают эти правила, пользуясь секретными технологиями ЦРУ, чтобы шпионить за ней, выяснить все про её жизнь, узнать её характер, вкусы и бывших парней. В итоге Франклин и Лоран занимаются сексом, что почти удается и Таку, однако Лоран прерывает его, говоря, что чувствует себя неловко. Тем временем Генрих узнает, где искать убийц своего брата, явившись в частное ателье на Сэвиль-Роу с куском костюма Франклина, который Джонас оторвал, пытаясь не упасть с крыши небоскреба. Портной говорит ему, что костюмы из такой ткани шьет только для одного клиента и сообщает ему, что это клиент живёт в Лос-Анджелесе.
Однажды Лоран приглашает Така на обед. В это время Франклин, посмотрев записи наблюдения со свидания друга, узнает, что Генрих находится в Лос-Анджелесе и собирается отомстить Таку. Франклин прерывает свидание между ними и предупреждает Така об опасности, но тот не верит ему и начинается драка. В ходе драки Лоран узнает, что Франклин и Так друзья, и уезжает вместе с Триш. В этот момент девушек захватывает Генрих, желающий с помощью них поймать Франклина и Така.
Франклин и Так преследуют Генриха, спасая Триш и Лорен. В ходе погони они показывают, что они агенты ЦРУ. Развязка происходит на недостроенной эстакаде. Лоран чудом удалось остановить автомобиль на самом краю. Генрих стремительно приближается к Франклину, Таку и Лоран. Друзья стреляют по автомобилю, но не могут остановить Генриха, поскольку машина бронирована. По совету Лоран, которая является экспертом по тестированию разных продуктов, они стреляют по фарам автомобиля Генриха, отчего срабатывает подушка безопасности, Генрих теряет управление, автомобиль переворачивается и летит над головами Франклина и Така в сторону Лоран. Франклин и Так встают по разным сторонам моста, призывая Лорен прыгнуть к себе. В конечном счете автомобиль падает с моста. Лоран прыгает на сторону Франклина, после чего становится понятно, кого она больше любит.
Тем временем бывшая жена Така и его сын видят в новостях по телевизору сцену преследования Генриха и узнают, что Так вовсе не турагент, а сотрудник ЦРУ. Так перестаёт скрывать от семьи свою профессию, мирится с Кэти и вновь женится на ней.
Через некоторое время Франклина и Така высылают на очередное задание. Они стоят в вертолёте и собираются прыгать с парашютом. Перед этим Франклин говорит Таку, что они квиты, поскольку он один раз переспал с Кэти до её знакомства с Таком, а Так переспал с Лоран. Рассерженный Так говорит, что не занимался сексом с Лоран, а лишь проверял ревность Франклина и с яростью бросается на своего друга и они оба падают вниз.

## В ролях
- Риз Уизерспун — Лорен Скотт
- Крис Пайн — Франклин Делано Рузвельт «ФДР» Фостер
- Том Харди —Так Хенсон[2]
- Челси Хэндлер — Триш
- Тиль Швайгер — Генрих
- Лора Вандервурт — Бритта
- Розмари Харрис — Нана Фостер, бабушка Франклина
- Лила Саваста — Келли
- Анджела Бассетт — Коллинз
- Эбигейл Спенсер — Кэти
- Пану — тренер ЦРУ
- Патрик Сабонгуй — агент ЦРУ
- Джон Пол Руттан — Джо
- Дженни Слейт — Эмили
- Натасия Мальте — Ксения
- Майк Допуд — Иван
- Алекс Паунович — папа-каратист

## Удалённые сцены
На Blu-ray-издании фильма существуют удалённые сцены, по тем или иным причинам вырезанные из картины:
- «Trish & Lauren Chat / Shooting Range» — подруги пьют вино, и Лорен рассказывает Триш о том, как она встретила Така и Франклина, о своих впечатлениях об обоих парнях. Во время тренировки по стрельбе, Так говорит с Франклином о его проблемах с отношениями с девушками.

- «Jona’s Funeral» — Генрих на кладбище у гроба Йонаса.

- «Post Pizza» — Лорен и Франклин договариваются о свидании после вечера в пиццерии.

- «Ex-Girlfriends» — Так устраивает Франклину и Лорен встречу с бывшими девушками Франклина, пока пара делает покупки на продуктовом рынке. Лорен приходит в ярость, но затем Франклин говорит, что испытывает чувства к ней, и приглашает девушку познакомиться с его дедушкой и бабушкой. Так с командой технического отдела наблюдают за этим разговором через спутники и микрофоны.

- «Visiting Joe» — Так приезжает навестить сына — мальчик играет в видео игру и говорит, что хочет быть, как главный герой: спасать людей и сохранять безопасность страны. Так говорит бывшей жене и сыну, что он не должен играть в эту игру, так как она для взрослых. После этого Так переживает, что не может поладить с сыном.

- «Lauren Freaking Out» — Работая с фокус-группой и демонстрируя кухонные ножи, Лорен теряет над собой контроль, понимая, что не может выбрать между Таком и Франклином. Она выбегает на улицу и видит, что вокруг неё все ходят парой. Она начинает кричать, когда видит девочек-близнецов.

- Альтернативная сцена на складе: После разборки в ресторане, Генрих похищает всех троих и привозит на склад. Там он заставляет Лорен выбрать, кого он убьёт — Така или Франклина. Тогда Генрих заставляет сделать аналогичный выбор Така — он отдаёт ему оружие, и тот стреляет в Франклина. Между ними была договорённость — после того, как Генрих уходит, Франклин и Так отбиваются от бандитов, освобождают Лорен и пускаются в погоню за Генрихом.

Кроме того, в дополнительные материалы попали два альтернативных финала:
- Альтернативная концовка № 1: В финале после падения машины Лорен выбирает Така. В финале, к Франклину приходят две стюардессы.
- Альтернативная концовка № 2: В финале после падения машины Франклин и Так оказываются по одну сторону, тем самым показывая, что Лорен не осталась ни с одним из героев.